# Смартфон

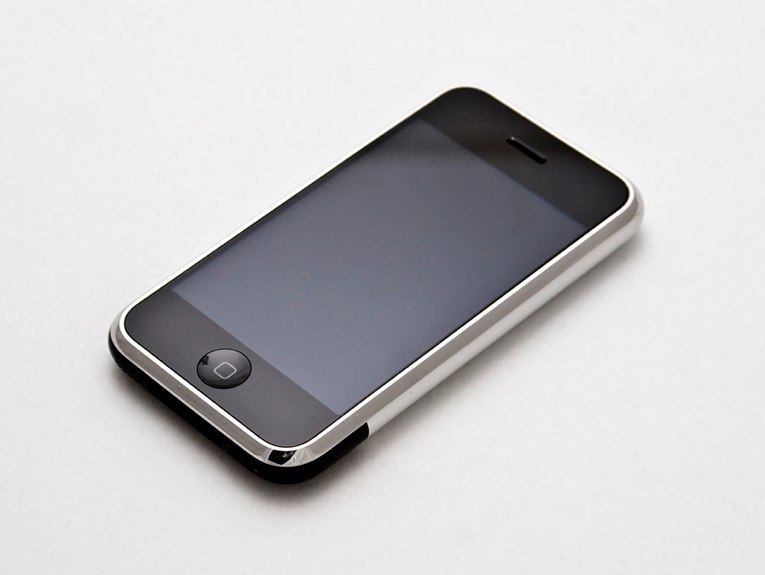
iPhone (первого поколения)

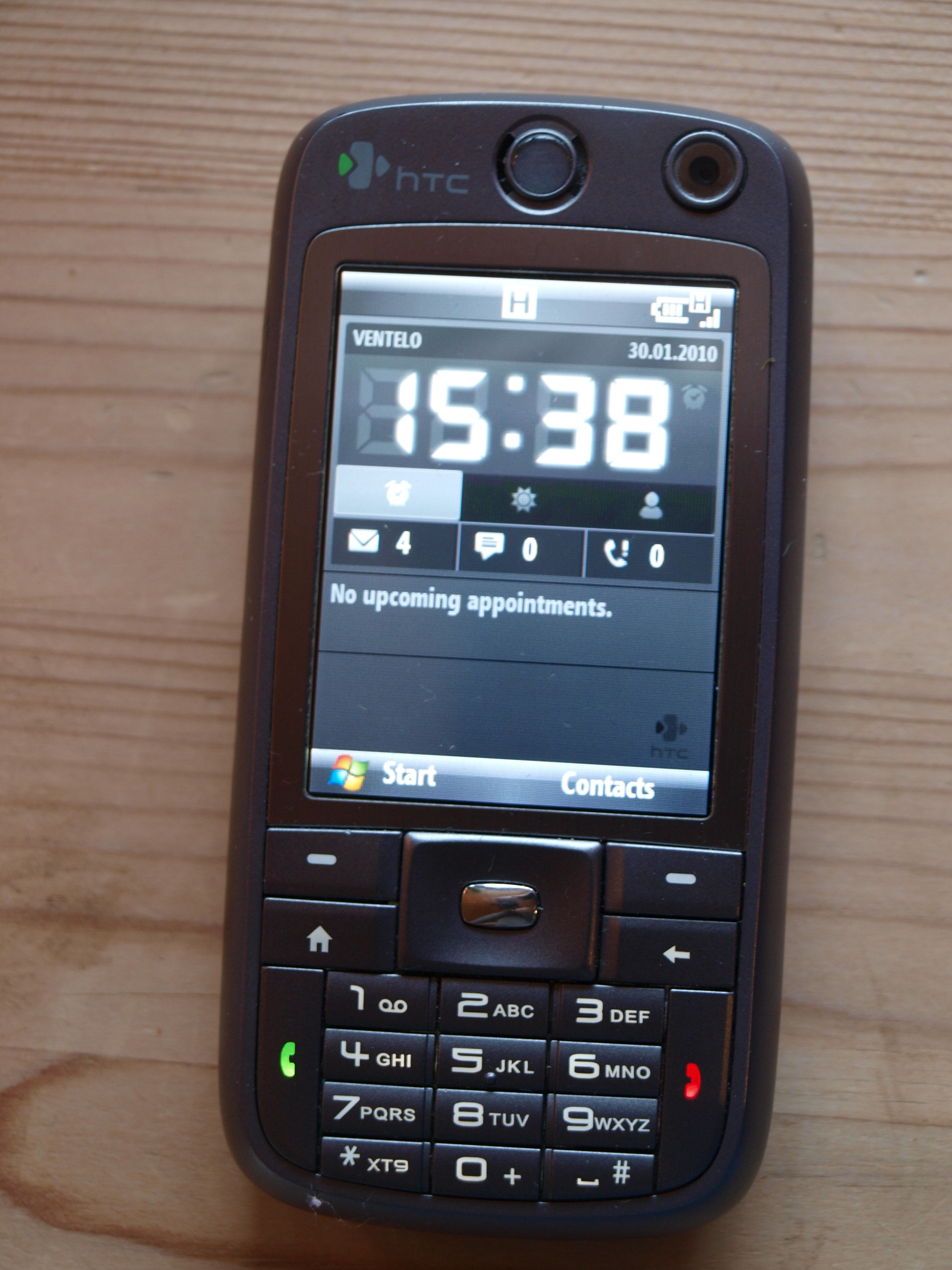
Коммуникатор HTC S730 с телефонной и QWERTY-клавиатурой (Windows Mobile), 2007 года

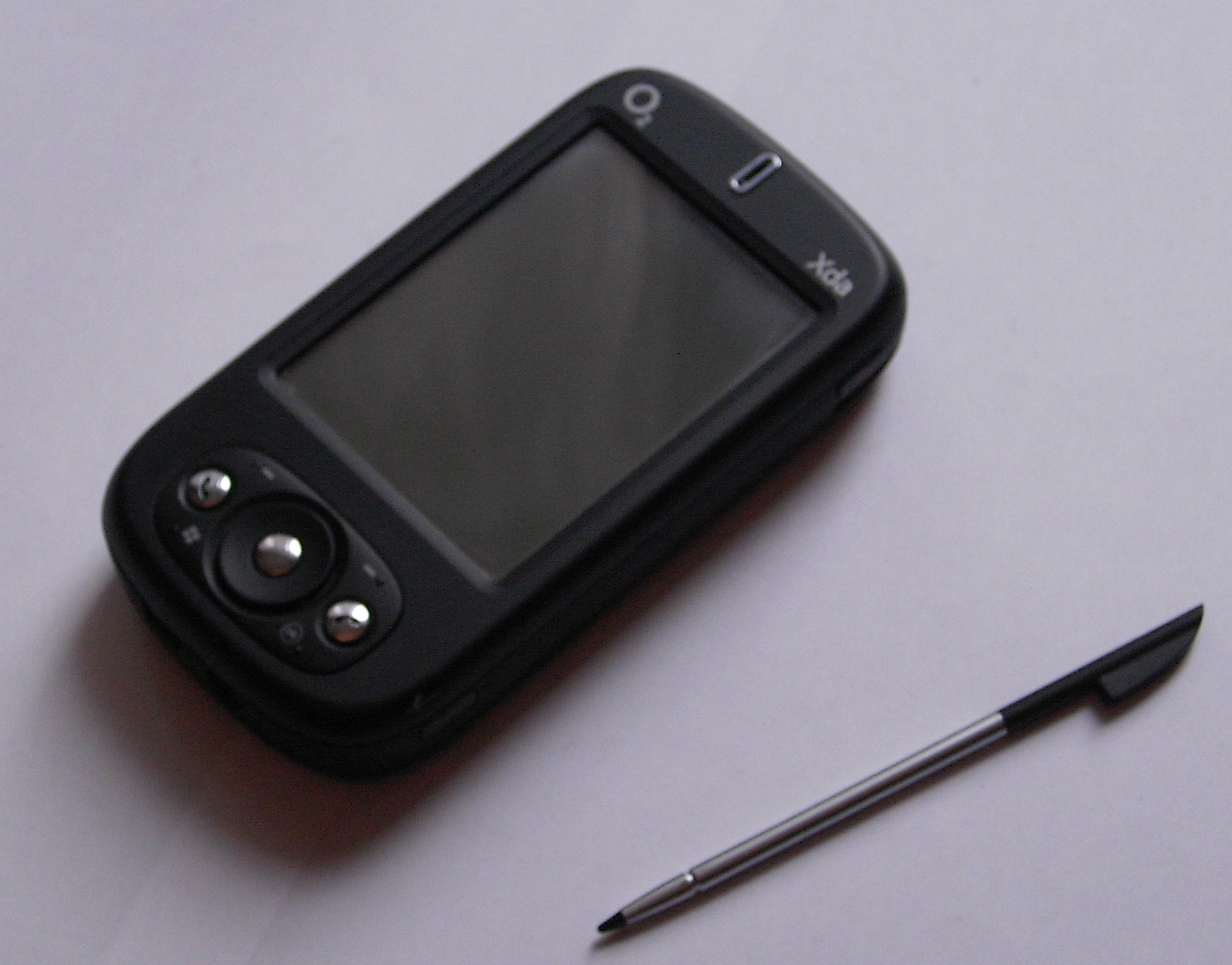
Коммуникатор O2 XDA Neo

Смартфо́н (англ. smartphone — умный телефон) — мобильный телефон (современный — как правило, с сенсорным экраном), дополненный функциональностью умного устройства, фактически всегда оснащён камерой, и также фронтальной камерой, предназначенной для осуществления видеозвонков, видеоконференций и фотографирования селфи.
Также коммуникатор (англ. communicator) — изначально карманный персональный компьютер, дополненный функциональностью мобильного телефона. В настоящее время границу между терминами «смартфон» и «коммуникатор» можно считать полностью стёртой.
Хотя в мобильных телефонах практически всегда были дополнительные функции (калькулятор, календарь, заметки, игры), со временем выпускались всё более и более интеллектуальные модели. С целью подчеркнуть возросшую функциональность и вычислительную мощность таких моделей был введён термин «смартфон». В эру роста популярности смартфонов они стали выпускаться с функциями мобильного телефона, такие устройства были названы коммуникаторами. В настоящее время разделение на смартфоны и коммуникаторы уже неактуально, сейчас оба термина обозначают одно и то же — миниатюрный универсальный компьютер с полноценными пользовательскими интерфейсами и развитыми радиоинтерфейсами мобильного телефона, сам термин «коммуникатор» практически перестал использоваться.
Смартфоны отличаются от обычных мобильных телефонов наличием операционной системы, открытой для разработки программного обеспечения сторонними разработчиками (операционная система обычных мобильных телефонов закрыта для сторонних разработчиков). Установка дополнительных приложений позволяет значительно улучшить функциональность смартфонов по сравнению с обычными мобильными телефонами.
Однако в последнее время граница между «обычными» телефонами и смартфонами всё больше стирается, новые телефоны (за исключением самых дешёвых моделей) давно обзавелись функциональностью, некогда присущей только смартфонам, например, электронной почтой и HTML-браузером, а также многозадачностью.

## Разница между смартфонами и коммуникаторами
В настоящее время не существует чёткого разграничения между коммуникаторами и смартфонами, поскольку функциональность обоих классов устройств примерно одинакова. Различные эксперты и производители по-разному трактуют эти термины. Часто применяется так называемый «исторический подход», который заключается в следующем: если устройство ведёт свою родословную от КПК — то это коммуникатор, а если от мобильных телефонов — то это смартфон. В рамках этого подхода под коммуникаторами обычно подразумеваются устройства с сенсорным экраном (может быть дополнен клавиатурой), работающие под управлением операционной системы Apple iOS, Windows Phone, Open webOS или Android. Устройства с Windows Mobile, использующие для ввода информации исключительно QWERTY- и/или цифровую клавиатуру (аналог телефонной), называются смартфонами. Большинство устройств под управлением Symbian OS традиционно относят к смартфонам (за исключением Nokia серий 9xxx, Nokia E90 и некоторых других). В остальных случаях позиционирование устройства зависит от производителя.
Также часть специалистов разделяет коммуникаторы и смартфоны соответственно наличием или отсутствием полноразмерной (QWERTY) клавиатуры (виртуальной или физической).
В начале 2000-х граница между смартфонами и коммуникаторами была более выражена. Первые коммуникаторы фактически являлись КПК с дополнительным GSM-модулем. Они не отличались от КПК ни размером (диагональ экрана 3,5—4 дюйма, разрешение 320×240), ни весом, а дополнительные телефонные функции способствовали удорожанию аппарата и сокращали время автономной работы. Смартфоны, в свою очередь, мало отличались от телефонов, размер экрана и его разрешение были невысоки, а функциональность не дотягивала до КПК. Компания Nokia, продвигая свои смартфоны, основной упор делала на дизайне, игровых и мультимедийных возможностях и т. п., не заостряя внимание на интеллектуальности устройств. Однако с течением времени продукты, называвшиеся смартфонами и коммуникаторами, сближались. Размеры коммуникаторов уменьшались, а телефонные функции выходили на первый план. Размеры смартфонов, наоборот, увеличивались, а функциональность достигла уровня КПК.
Очередной этап развития смартфонов начался после успешного выхода на рынок мобильного телефона iPhone от фирмы Apple. Операционная система данного устройства, позиционировавшегося как смартфон, была функционально урезана из маркетинговых соображений. Так, была ограничена возможность установки программ сторонних производителей, имелись ограничения в части многозадачности. Тем не менее благодаря удачному дизайну и грамотной политике продвижения это устройство стало законодателем и установило новые стандарты для бесклавиатурных устройств. Если в середине 2000-х годов размеры экрана большинства коммуникаторов и смартфонов составляли 2,4-2,8 дюйма с разрешением 320×240 точек, то в настоящее время типичным стал экран 5", 5,2", 5,5", 6,0" или 7,2" (как у Huawei mate 20X) с разрешениями от 1080х720, 1920х1080, до 3040x2160+ точек (пикселей) а также герцовками экранов 60, 90, 120 герц

## История смартфонов и коммуникаторов

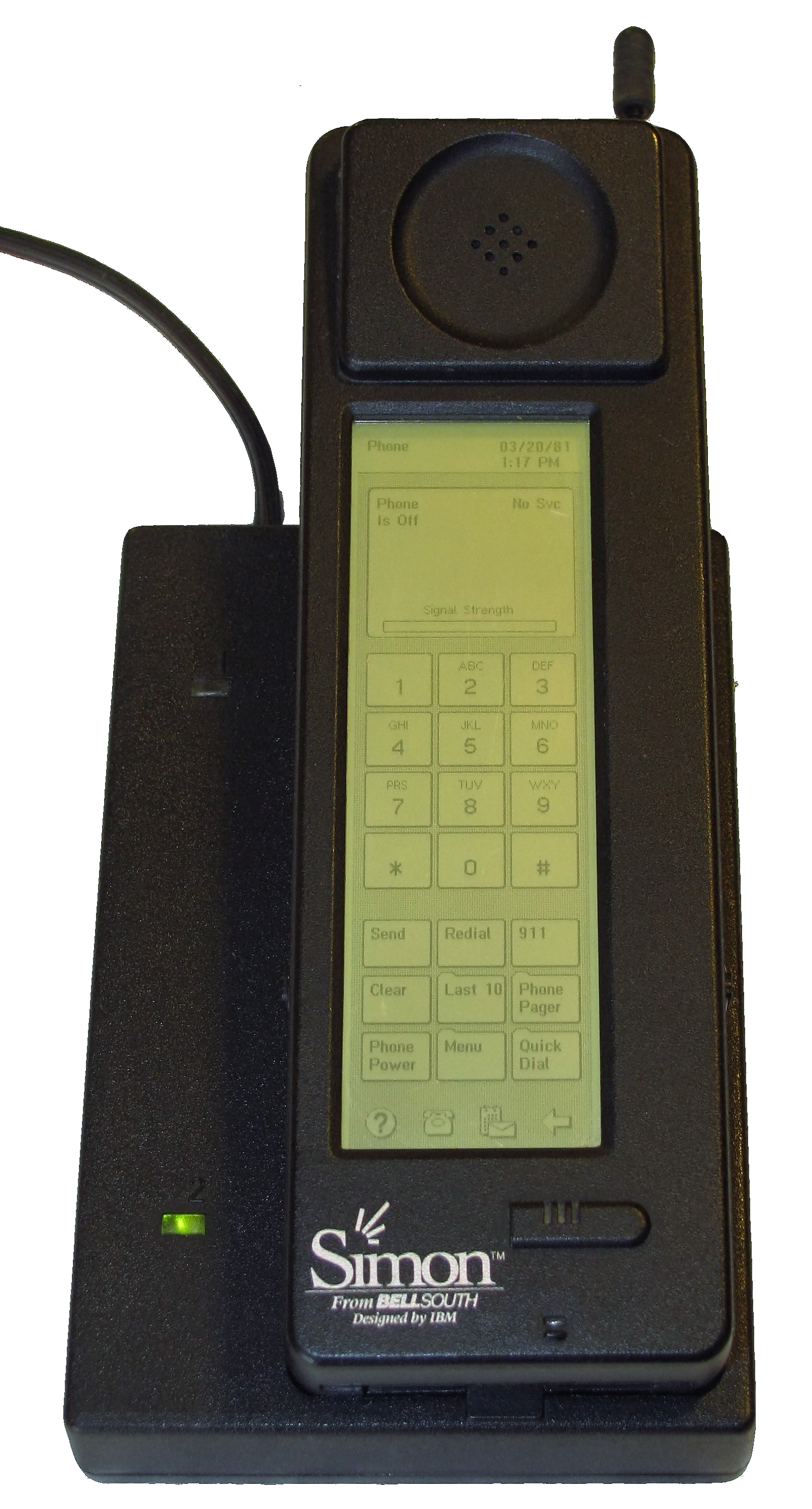
Персональный коммуникатор IBM Simon с базой

Идеи объединения функциональности сотового телефона и карманного персонального компьютера появились практически сразу после появления первых карманных персональных компьютеров в начале 1990-х годов. Первой подобной попыткой считается телефон IBM Simon, впервые представленный публике в качестве концепта 23 ноября 1992 года компанией IBM. В 1994 году данный аппарат был выпущен в продажу американским сотовым оператором BellSouth. Стоимость устройства составляла 899 долл. с контрактом и чуть более 1000 без него. Помимо телефонных функций, аппарат включал в себя функции органайзера, мог отправлять и получать факсы, позволял работать с электронной почтой, а также содержал несколько игр. Клавиш управления не было, все действия совершались посредством сенсорного экрана. Вследствие больших габаритов и веса (более 1 кг) аппарат не получил значительного распространения.
В начале 1996 года компания Hewlett-Packard совместно с Nokia выпустила КПК OmniGo HP 700LX. Фактически это была переработанная модель HP 200LX с местом для установки сотового телефона Nokia 2110. Программная часть также была доработана для более тесного взаимодействия с мобильным телефоном. Разумеется, данный аппарат нельзя считать коммуникатором, поскольку он состоял из двух независимых устройств. HP OmniGo 700LX имел четырёхцветный серый ЖК-экран с разрешением 640 × 200 и его можно было использовать для совершения и приёма вызовов, а также для создания и получения текстовых сообщений, электронных писем и факсов. Он также был на 100 % совместим с DOS 5.0, что позволяло запускать тысячи существующих программных продуктов, включая ранние версии Windows.

### Коммуникаторы

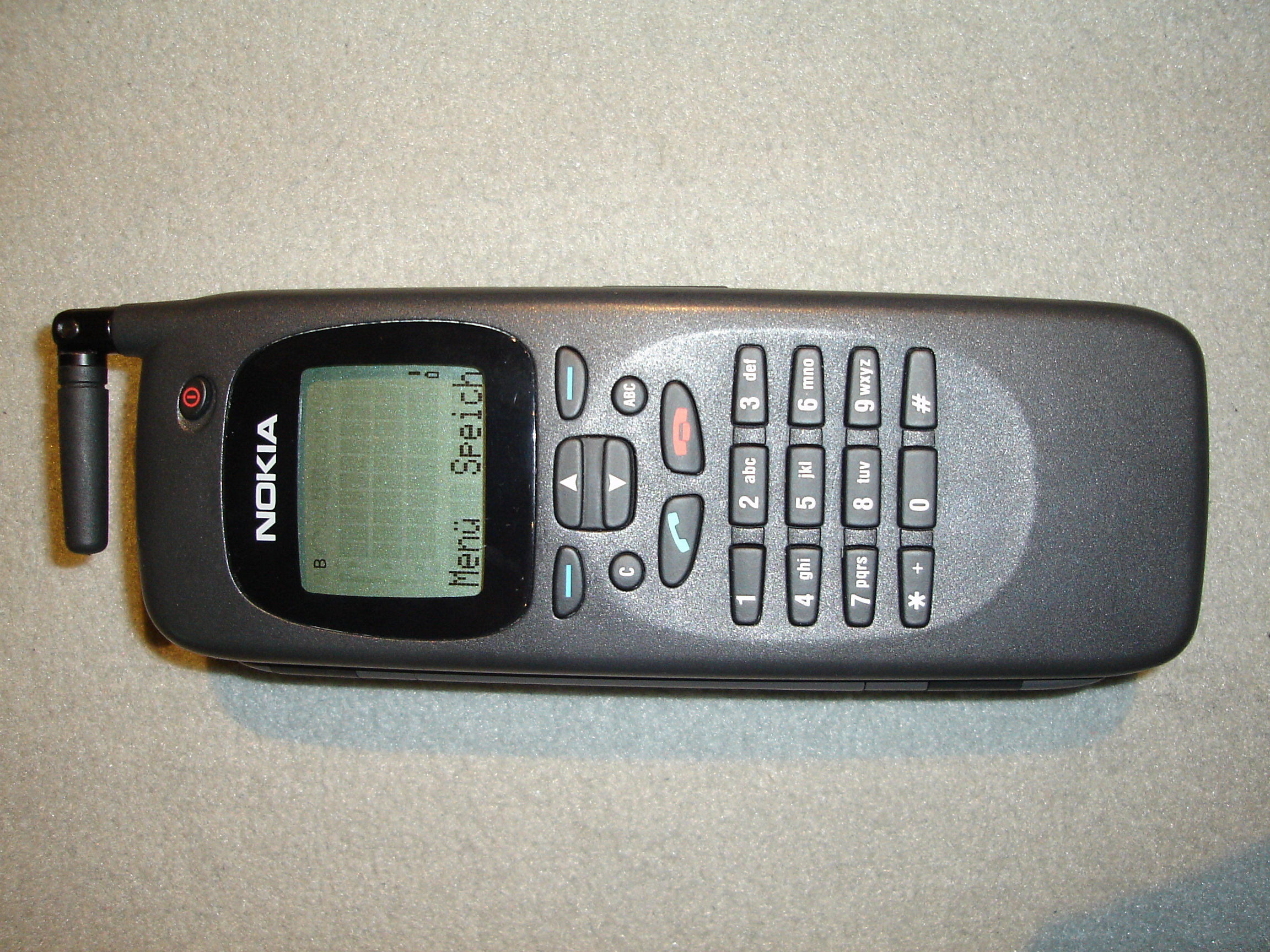
Nokia 9000 Communicator в закрытом виде

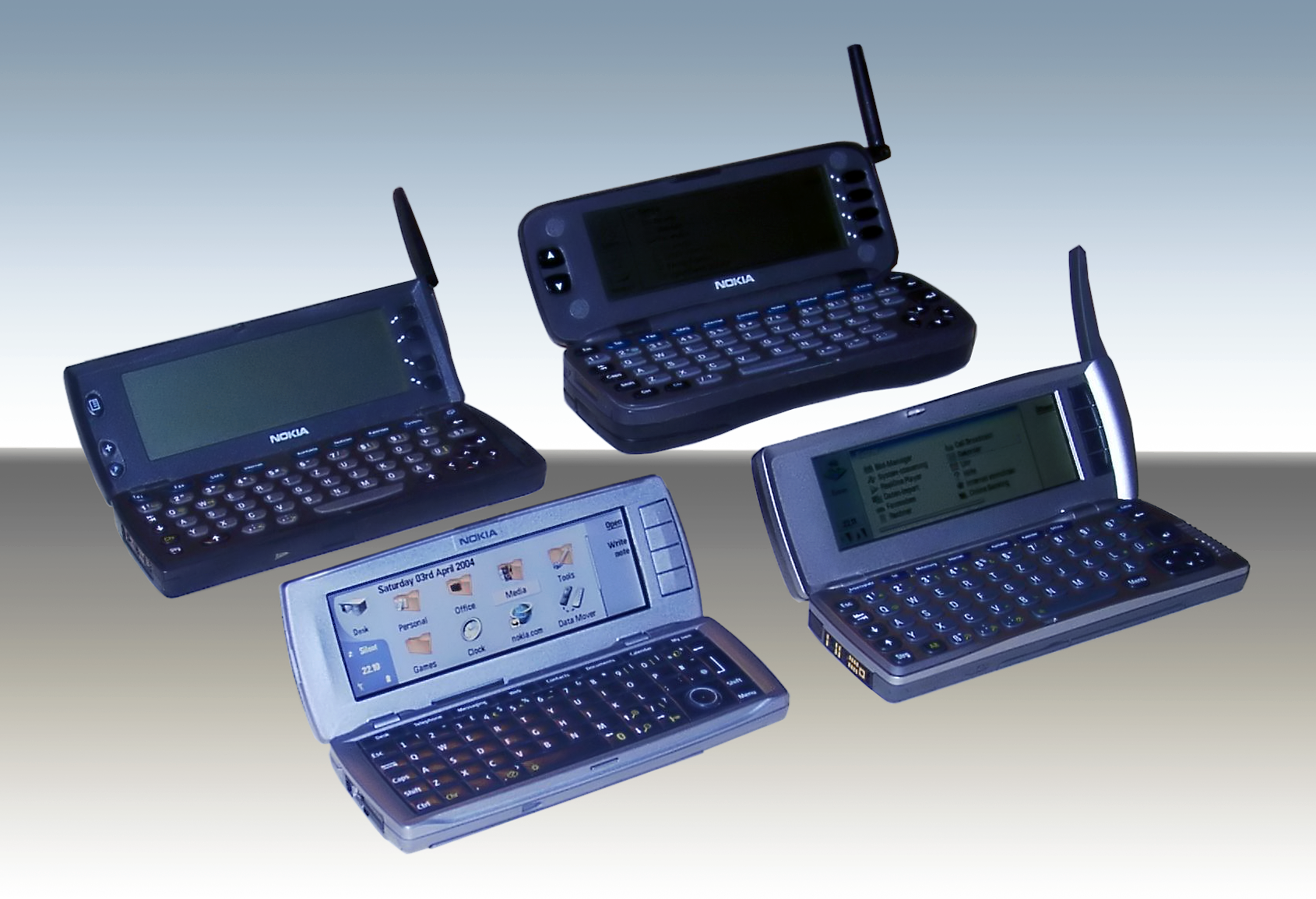
Линейка коммуникаторов Nokia 9xxx (9000, 9110, 9210, 9500)

В августе 1996 года появилось первое успешное устройство, объединившее КПК и сотовый телефон в одном корпусе — Nokia 9000 Communicator, работавший под управлением операционной системы GEOS. Коммуникатор обладал полноразмерной QWERTY-клавиатурой и монохромным экраном высокого разрешения (640×200). Размеры устройства составляли 173×65×38 мм, а вес — 397 г. В закрытом виде устройство выглядело как обычный, только несколько громоздкий телефон, а в раскрытом виде — как типичный КПК (Handheld PC) того времени. Коммуникатор Nokia 9000 по функциональности не уступал КПК того времени и позволял совершать звонки, однако ОС была закрыта и сторонние приложения установить было нельзя. Главным недостатком устройства (по сравнению с КПК) было отсутствие разъёмов для расширения функциональности (PCMCIA и карт памяти). Впоследствии линейка коммуникаторов 9xxx была продолжена моделями 9000i, 9110, 9110i.
В 1997 году на Тайване была образована компания High Tech Computer Corporation (HTC), главной целью которой была разработка мобильных устройств, совмещающих функциональность КПК и мобильного телефона.
В 1998 году компаниями Psion, Nokia, Ericsson и Motorola был основан консорциум Symbian, целью которого была разработка полноценной операционной системы для мобильных устройств.
Вплоть до начала 2000-х годов конкурентов у коммуникаторов Nokia практически не было. Отдельные модели выпускались на локальных рынках и успехом не пользовались. Например, в 1999 году для американского рынка были выпущены коммуникаторы Qualcomm pdQ 800 и pdQ 1900, работавшие под Palm OS. Из-за большого веса и высокой цены данные аппараты провалились в продаже.

### Смартфоны
Термин «смартфон» был введён компанией Ericsson в 2000 году для обозначения своего нового телефона Ericsson R380s. Устройство обладало сравнительно малыми габаритами (130×51×26 мм) и небольшим весом (164 г). Особенностью был сенсорный экран, закрытый откидной крышкой (флипом). Названием «смартфон» производитель подчёркивал интеллектуальность устройства, однако этот аппарат нельзя считать полноценным смартфоном, поскольку он не позволял устанавливать сторонние приложения (ОС Symbian 5.1 была закрытой).
Бурное развитие смартфонов и коммуникаторов началось в 2001 году: компания Nokia выпускает первое устройство серии 9xxx с открытой ОС (Symbian 6.0) — коммуникатор Nokia 9210. Он был основан на новой платформе Series 80, не совместимой с программами для предыдущих поколений коммуникаторов Nokia. Модель обладала весьма внушительной функциональностью, внутренний экран был цветным. Кроме того, был анонсирован телефон Nokia 7650, который считается первым «настоящим» смартфоном, поскольку он работал под управлением открытой для сторонних разработчиков операционной системы Symbian 6.1 (платформа Series 60). Однако компания Nokia позиционировала данную модель в первую очередь как имиджевый телефон с расширенными мультимедийными функциями, а не как интеллектуальное устройство с открытой ОС. Впрочем, малый размер доступной памяти (4 Мб) и отсутствие разъёма для карты памяти сильно ограничивали возможности аппарата. В том же году появились первые коммуникаторы под управлением Pocket PC 2000.

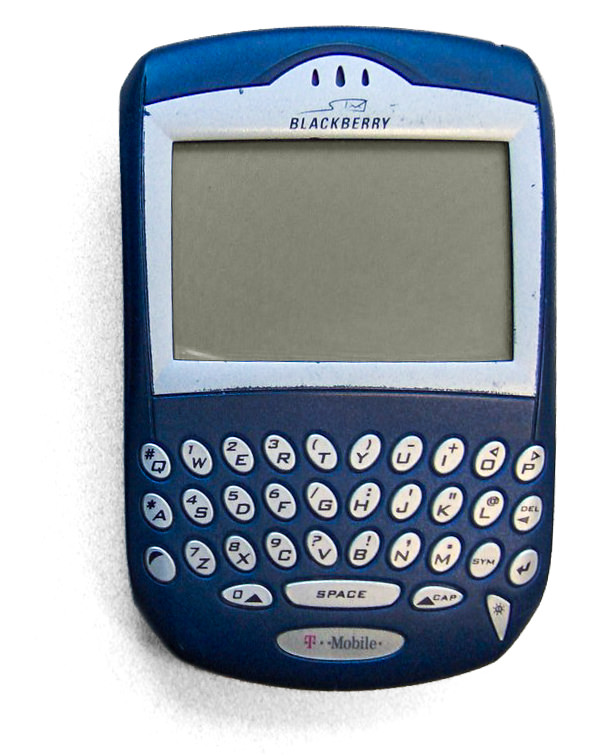
BlackBerry 7230

В 2002 году выходит целый ряд коммуникаторов на базе платформы HTC Wallaby (ОС Microsoft PocketPC 2002) и смартфонов на базе платформы HTC Canary (ОС Microsoft Smartphone 2002) под разными торговыми марками (Qtek, O2, Siemens и другие). Аппараты на базе операционных систем Microsoft получают значительное распространение и становятся массовыми. Неофициальное название «коммуникатор» закрепляется за устройствами с сенсорным экраном на базе Pocket PC (Windows Mobile). В том же году появились смартфоны BlackBerry с QWERTY-клавиатурой, ориентированные на работу с электронной почтой. Выпускается целый ряд коммуникаторов на базе Palm OS, которые стали весьма популярными. Коммуникаторы Nokia из-за высокой цены так и остались нишевыми устройствами.
В том же году выходит первый смартфон на платформе UIQ (развитие ОС Symbian 7.0) — Sony Ericsson P800. Аппарат продолжил ряд телефонов Ericsson с сенсорным экраном, закрываемым флипом, но уже с полным правом носил название «смартфон».
В 2003 году компания Microsoft выпускает операционную систему Windows Mobile 2003. Nokia представляет сразу несколько смартфонов под управлением Symbian OS, а ряд производителей — под управлением Windows Mobile. В конце 2003 года компания Nokia анонсировала свой первый мультимедийный аппарат с сенсорным экраном — Nokia 7700 на базе программной платформы Series 90. Устройство должно было выйти в середине 2004 года, однако после нескольких переносов срока выпуск был отменён, и в широкую продажу оно не попало. Вместо него в конце 2004 года была выпущена модель Nokia 7710 — первый и единственный смартфон на базе Series 90.
В 2005 году компания Microsoft выпустила Windows Mobile 5, обладающую целым рядом значительных улучшений. Операционная система была выпущена в трёх вариантах: для смартфонов (Windows Mobile 5.0 for Smartphone), для КПК (Windows Mobile 5.0 for Pocket PC) и коммуникаторов (Windows Mobile 5.0 for Pocket PC Phone Edition). Все три версии ОС были построены на единой платформе, что способствовало увеличению функциональности аппаратов и размытию границ между смартфонами и коммуникаторами. Компания Palm объявляет о начале сотрудничества с Microsoft и анонсирует коммуникатор Treo 700w под управлением Windows Mobile 5. Компания Nokia объявила о прекращении поддержки программных платформ Series 80 и Series 90, сконцентрировав усилия на развитии Series 60. В конце 2005 года были представлены первые смартфоны Nokia на обновлённой платформе Series 60 version 3.
В 2006—2007 годах рынок смартфонов испытывает значительный рост (увеличение поставок смартфонов и коммуникаторов примерно в два раза). В начале 2006 года компания High Tech Computer Corporation приняла решение о ликвидации торговой марки Qtek и продвижении своей продукции под единым брендом HTC. В том же году компания выпустила HTC MTeoR — первый в мире смартфон c поддержкой сетей 3-го поколения на базе Windows Mobile.
Nokia выпускает линейку смартфонов на базе новых Symbian OS 9.1 и Symbian OS 9.2 (основаны на Series 60 version 3). Целый ряд устройств получил функции, характерные ранее только для коммуникаторов (такие как Wi-Fi и GPS), обновлённая программная платформа поддерживала большие разрешения (большинство моделей получили экраны 320×240 точек). Кроме того, некоторые устройства обладали QWERTY/ЙЦУКЕН-клавиатурой. Линейка коммуникаторов Nokia была продолжена аппаратом Nokia E90, в сложенном виде представлявшим собой полноценный смартфон (предыдущие модели сочетали в себе обычный телефон на базе программной платформы Series 40 и коммуникатор на базе Series 80). Все смартфоны N-серии в официальных пресс-релизах Nokia именуются «мультимедийными компьютерами». На базе обновлённой UIQ 3 (Symbian OS 9.1) был выпущен ряд сенсорных смартфонов Sony Ericsson (модели M600i, P990, P1, W950, W960). Кроме того, в 2007 году появился первый смартфон на базе UIQ 3.1 без сенсорного экрана Motorola RIZR Z8.
В первой половине 2007 года компания Microsoft выпустила Windows Mobile 6. Из названия операционной системы были исключены слова «Smartphone» и «Pocket PC» (версия без поддержки сенсорного экрана называлась Standard, с поддержкой — Classic и Professional). Это окончательно объединило смартфоны и коммуникаторы в один класс устройств. Версия 6.1 в основном отличалась переработанным интерфейсом и была совместима с программами для предыдущей версии.

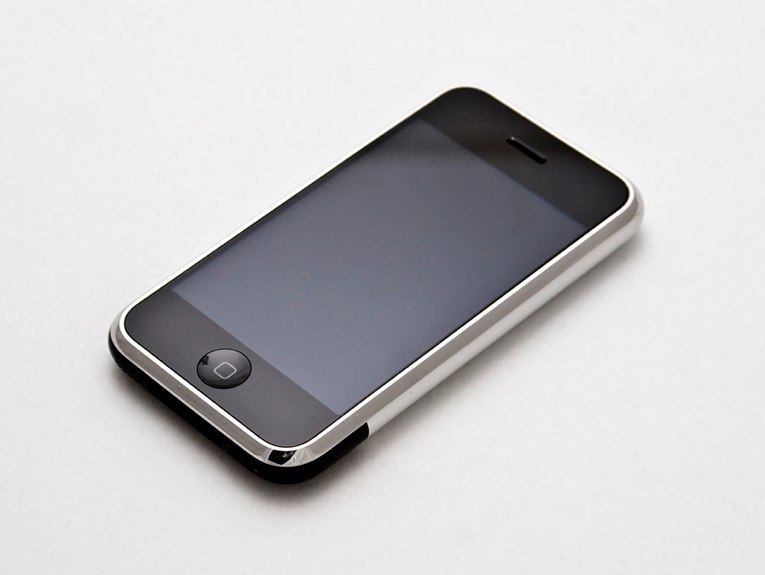
iPhone (первого поколения)

В середине 2007 года компания Apple выпустила бесклавиатурный аппарат iPhone. Аппарат не отличался функциональностью (например, отсутствовала возможность MMS-сообщений, передачи файлов посредством Bluetooth и т. п.), единственным новшеством был способ управления устройством двумя пальцами (Multi-Touch). Однако ёмкостный экран, невиданный до той поры тактильный пользовательский интерфейс (кинетическая прокрутка в комбинации с мультитачем создавали ощущение управления изображением на экране движениями пальцев) и агрессивная рекламная кампания сделали это устройство хитом продаж. Изначально операционная система iPhone была закрытой, среда разработки приложений iPhone SDK для сторонних разработчиков появилась только в начале 2008 года. Смартфон Apple привлёк значительное внимание, многие производители выпустили телефоны и коммуникаторы с интерфейсом, ориентированным на управление пальцами. Часто анонс таких аппаратов освещался в прессе как появление «убийцы iPhone».
В конце 2007 года компанией Google была анонсирована открытая мобильная платформа Android, основанная на ядре Linux. Сформирована группа компаний Open Handset Alliance (OHA), целью которой стала разработка открытых стандартов для мобильных устройств.
В середине 2008 года компания Google объявляет об открытии исходных кодов Android.
Компания Nokia также объявляет о намерении открыть исходный код Symbian OS и начинает процесс покупки полного пакета акций Symbian с целью образования некоммерческой организации Symbian Foundation. Процесс покупки был завершён 2 декабря 2008 года. Унифицированная открытая платформа Symbian появилась 4 февраля 2010 года.
В 2008 году Apple представила обновлённую версию своего смартфона iPhone 3G. В аппарате появилась поддержка сетей 3-го поколения и GPS, исправлены некоторые недостатки предыдущей модели. Официальные поставки устройства осуществлялись более чем в 70 стран (в том числе и в Россию). Благодаря успешным продажам iPhone компания Apple начала завоевание рынка смартфонов (около 5 % мировых продаж).
Осенью 2008 года вышел первый аппарат на базе Android — T-Mobile G1 (HTC Dream).
В конце 2008 года компании Sony Ericsson и Motorola отказались от дальнейшей разработки платформы UIQ. В это же время компания Nokia выпускает сенсорный аппарат Nokia 5800 на базе Symbian OS 9.4. Смартфон поддерживает управление без использования стилуса и ориентирован на массовый рынок. Одновременно анонсирован флагманский смартфон Nokia N97 c сенсорным экраном и выдвижной QWERTY/ЙЦУКЕН-клавиатурой, который вышел в середине 2009 года.

#### Складной смартфон
См. также: гибкий дисплей (гибкий дисплей OLED)
В 2016 году канадские учёные из лаборатории Human Media Lab представили концепт смартфона, который обладает абсолютной устойчивостью к деформации. Гибкость модели, получившей название ReFlex, обеспечивается за счёт того, что электроника располагается не в центре, а по периметру дисплея. Такая структура не даёт полностью свернуться смартфону, и в то же время позволяет устройству выполнять его основные функции.
Уже в 2017 году стало известно, что компания Samsung собирается представить смартфон с корпусом, который может сгибаться и разгибаться, как книга или блокнот. Компания заверяла, что экран не прекращает работу даже во время изменения формы, а сломать его практически невозможно — это позволяет с удобством носить его в кармане, а при необходимости развернуть и получить экран, по размерам сопоставимый с планшетным.
Также, компания Apple запатентовала новый концепт телефона с экраном из углеродных нанотрубок, корпус которого может изменять форму непосредственно во время работы.
Первый же складной смартфон, под названием FlexPai, выпустила компания Royole Technology, которая в декабре 2018 объявила о начале приёма предварительных заказов на площадке Tmall и первая партия FlexPai, по цене от 1337 долл., была полностью распродана к маю 2019 г..
В феврале 2019 года Samsung представила свой первый складной смартфон, Samsung Galaxy Fold (диагональ основного экрана в развёрнутом состоянии 7,3 дюйма, плюс дополнительный дисплей с диагональю 4,6 дюйма. Однако за несколько недель до начала продаж журналисты, которым выдали смартфоны на обзор, сообщили о выходе из строя устройств после снятия защитной плёнки; в результате компания Samsung отменила начало продаж по всему миру, запланированное на 26 апреля 2019. В 2023 году вышел Samsung Galaxy Z Fold 5. Подобные смартфоны стали распространёнными, но из-за низкого соотношения цена/качество остались нишевым продуктом.

## Распространение смартфонов
Согласно последнему исследованию из Pew Research Center (первый квартал 2019), в США 96 % населения трудоспособного возраста обладает продвинутым мобильным телефоном. Заметно меньшее распространение (меньше 70 %) среди населения с низким достатком (менее 30 тыс. долларов в год до вычета налогов) объясняется низким распространением среди пенсионеров: распространение составляет 59 % среди граждан 65 лет и старше. Зависимости от национальности или цвета кожи не обнаружено. В то же время среди людей с низким достатком распространена ситуация, когда телефон — единственное средство выхода в Интернет.

## Основные производители смартфонов
- Apple
- Acer
- ASUS
- BlackBerry
- BQ[англ.] (Испания)
- DELL
- Fly
- Fujitsu-Siemens
- Garmin
- Google
- Handera[англ.]
- Honor
- HTC
- Huawei
- i-mate[англ.]
- LG
- Lenovo
- LUXian[источник не указан 510 дней]
- Meizu
- Microsoft
- Mitac
- Motorola
- Nokia
- OnePlus
- OPPO
- Oukitel[англ.][источник не указан 510 дней]
- Palm
- Panasonic
- Philips
- RoverComputers
- Realme
- Redmi (линейка Xiaomi)
- Samsung
- Sharp
- Sony
- Symbol
- T-Mobile[источник не указан 510 дней]
- Thl[англ.][источник не указан 510 дней]
- Toshiba
- Treo[англ.][источник не указан 510 дней]
- Typhoon[источник не указан 510 дней]
- Umidigi[англ.] (КНР, с 2012)
- Vivo
- Xiaomi
- Yota Devices
- ZTE

- Прочные смартфоны (см. Rugged smartphone[англ.]): Evolveo[англ.], TUFF Phones[англ.], Ulefone, Doogee и др.

Статистика рынка смартфонов по производителям:
| Производитель     | 3 кв. 2009 г. | 3 кв. 2009 г. | 1-4 кв. 2016 г. | 1-4 кв. 2016 г. | 1-4 кв. 2017 г. | 1-4 кв. 2017 г. | 1-4 кв. 2018 г. | 1-4 кв. 2018 г. |
| Производитель     | шт.           | %             | шт.             | %               | шт.             | %               | шт.             | %               |
| ----------------- | ------------- | ------------- | --------------- | --------------- | --------------- | --------------- | --------------- | --------------- |
| Nokia             | 16 413 420    | 39,7 %        | —               | —               | —               | —               | —               | —               |
| RIM (BlackBerry)  | 8 521 280     | 20,6 %        | —               | —               | —               | —               | —               | —               |
| Apple             | 7 362 670     | 17,8 %        | 215 400 000     | 14,6 %          | 215 800 000     | 14,7 %          | 208 800 000     | 14,9 %          |
| Samsung           | —             | —             | 311 400 000     | 21,1 %          | 317 300 000     | 21,6 %          | 292 300 000     | 20,8 %          |
| Huawei            | —             | —             | 139 300 000     | 9,5 %           | 153 100 000     | 10,4 %          | 206 000 000     | 14,7 %          |
| OPPO              | —             | —             | 99 800 000      | 6,8 %           | 111 800 000     | 7,6 %           | 113 100 000     | 8,1 %           |
| Xiaomi            | —             | —             | 53 000 000      | 3,6 %           | 92 400 000      | 6,3 %           | 122 600 000     | 8,7 %           |
| Прочие            | 9 096 871     | 21,9 %        | 654 500 000     | 44,4 %          | 577 700 000     | 39,5 %          | 462 000 000     | 32,9 %          |
| Все производители | 41 394 250    | 100 %         | 1 473 400 000   | 100 %           | 1 472 400 000   | 100 %           | 1 404 800 000   | 100 %           |

В первом квартале 2017 года лидерство на рынке смартфонов удерживала компания Samsung — 79,2 млн шт. с долей рынка в 14,2 %. Вторую позицию уверенно удерживала Apple — 51,6 млн шт. (доля рынка — 9,3 %). Далее по количеству устройств шли китайские производители: Huawei — 34,2 млн шт. (6,1 %), OPPO — 25,6 млн шт. (4,6 %), Vivo — 18,1 млн шт. (3,3 %). Поставки со стороны других производителей по итогам января—марта составили 347,4 млн смартфонов (62,5 %).

## Операционные системы

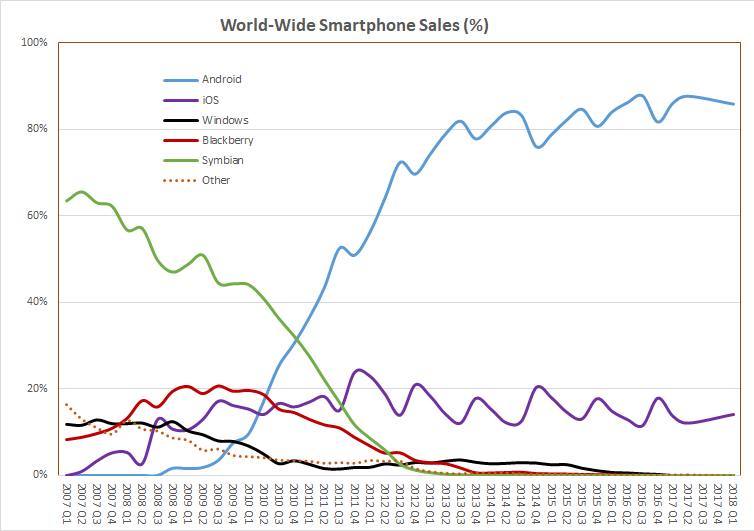
Уровень продаж смартфонов с разными ОС в мире

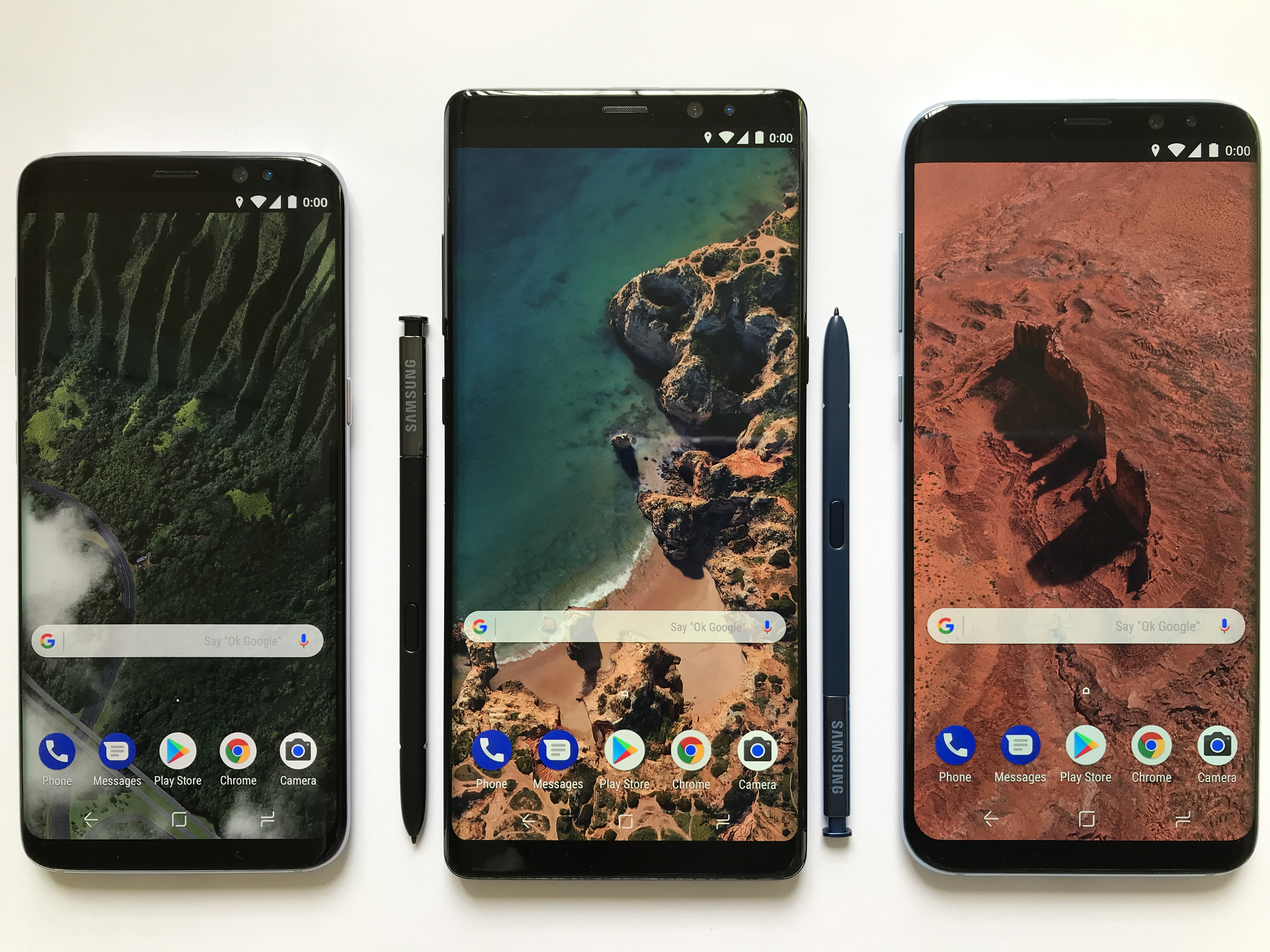
Samsung Galaxy

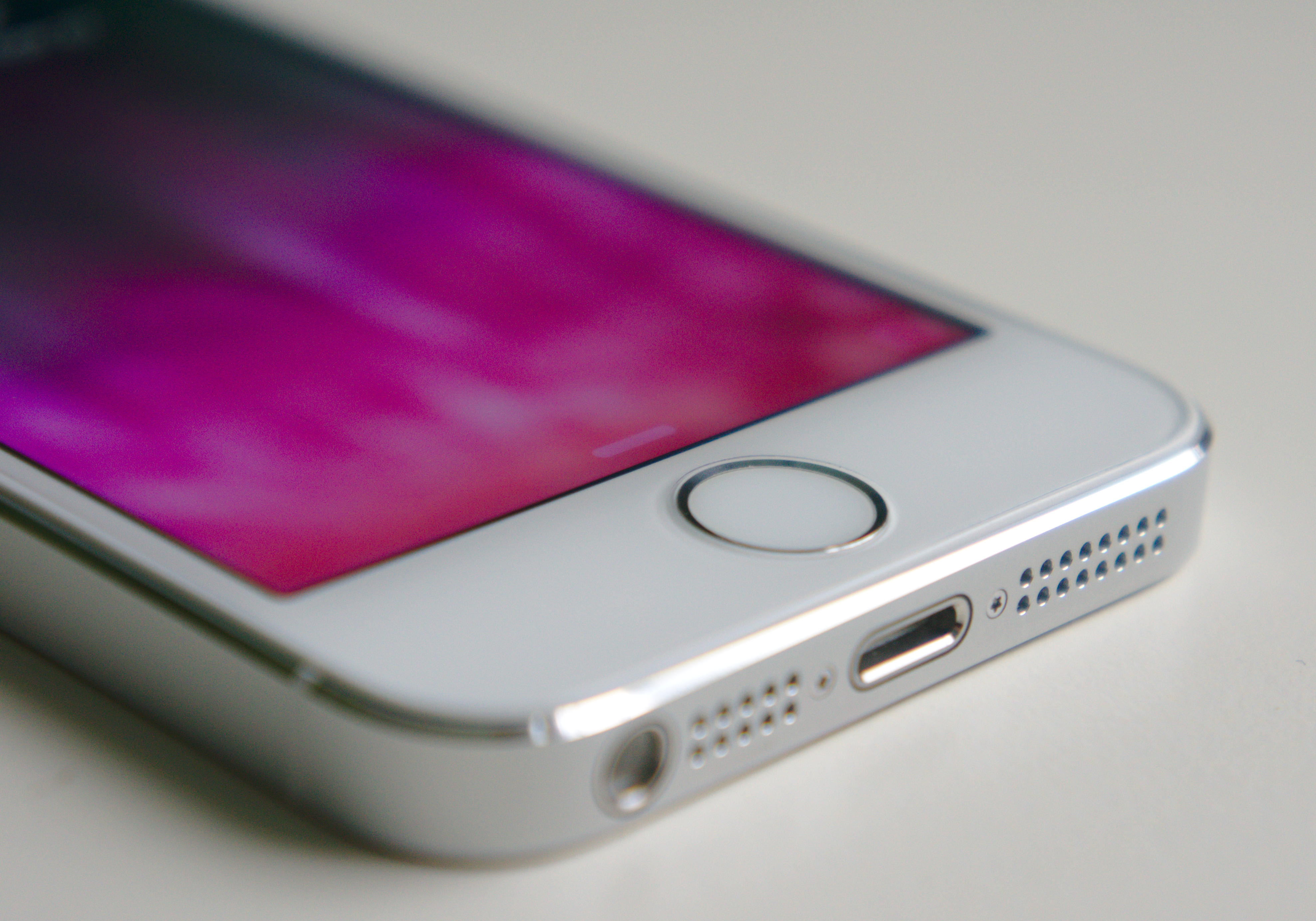
Apple iPhone 5S — один из самых популярных смартфонов в мире

Наиболее распространённые операционные системы и платформы для смартфонов:
- Android — платформа для смартфонов с открытым исходным кодом на основе Linux, разрабатываемая OHA (группа компаний во главе с Google).
- Bada — собственная платформа компании Samsung. На ней базируются смартфоны линейки Samsung Wave. О закрытии проекта было объявлено в начале 2013 года[21].
- BlackBerry OS — устройства на этой системе широко используются в основном в США, так как спецслужбы некоторых стран не заинтересованы в использовании этих смартфонов в своей стране из-за того, что все входящие/исходящие данные шифруются с помощью AES[22].
- EMUI — операционная система и графическая оболочка от Huawei, которая основана на Android. Использует файловую систему EROFS[англ.] с выхода версии 9.0.1. Широкие возможности по изменению темы.
- EUI — операционная система от LeEco, основанная на Android.
- Firefox OS — (кодовое имя Boot to Gecko, B2G) — свободная операционная система, предназначенная для смартфонов и планшетных компьютеров. Разработку ведёт Mozilla Foundation на базе свободного веб-движка Gecko.
- Harmony OS — операционная система, разрабатываемая компанией Huawei в качестве возможной альтернативы Android. Вопреки ожиданиям, компания не представила смартфоны под управлением новой ОС на конференции в августе 2019 года и заявила, что не планирует выпускать смартфоны на Harmony OS в 2019 году[23].
- iOS — операционная система компании Apple, используемая в смартфонах iPhone.
- Linux — например, Android и Firefox OS (см. выше). Дистрибутивы GNU/Linux на мобильных платформах широкого распространения не получили, однако традиционно считаются перспективным направлением. Смартфоны на базе GNU/Linux распространены в основном в Азии. Платформы: Maemo (используется в интернет-планшетах Nokia 770/N810 и смартфоне Nokia N900), Openmoko (Neo 1973, Neo FreeRunner), MeeGo (Nokia N9); Ubuntu MID, Ubuntu touch, UbportsOS («переработанная Ubuntu touch», была куплена у компании Canonical, когда было объявлено о завершении поддержки Ubuntu touch, и впоследствии переименована).
- MIUI — операционная система и графическая оболочка от Xiaomi, которая основана на Android. Позже на более новых устройствах была заменена на HyperOS.
- Open webOS — 8 января 2009 года был анонсирован смартфон Palm Pre под управлением новой ОС Palm webOS, ядром которой является Linux[24]. С 2010 по 2011 год поддерживалась и разрабатывалась компанией Hewlett-Packard (в результате поглощения Palm). В сентябре 2012 года HP должна окончательно опубликовать в свободном доступе исходные коды webOS (Open webOS 1.0), таким образом ОС будет относиться к разряду открытого программного обеспечения (как и Android).
- Palm OS — некогда популярная платформа, в настоящее время аппараты на базе Palm OS малораспространены. Последний смартфон под управлением данной операционной системы был представлен в конце 2007 года (Palm Centro).
- Symbian OS — используется преимущественно в устройствах Nokia, а также некоторых моделях Samsung, Sony Ericsson и Siemens.
- Windows Mobile и Windows CE — компактная ОС компании Microsoft, выпускается с 1996 года и занимает крупный сегмент рынка ОС для смартфонов.
- Windows Phone — новая разработка компании Microsoft, кардинально отличающаяся от Windows Mobile.

Статистика продукции смартфонов по доле операционных систем (начиная с 2005 года):
| Платформа      | 3 кв. 2005 г. | 3 кв. 2005 г. | 3 кв. 2006 г. | 3 кв. 2006 г. | 3 кв. 2007 г. | 3 кв. 2007 г. | 3 кв. 2008 г. | 3 кв. 2008 г. | 3 кв. 2009 г. | 3 кв. 2009 г. | 1 кв. 2010 г. | 1 кв. 2010 г. |
| Платформа      | шт.           | %             | шт.           | %             | шт.           | %             | шт.           | %             | шт.           | %             | шт.           | %             |
| -------------- | ------------- | ------------- | ------------- | ------------- | ------------- | ------------- | ------------- | ------------- | ------------- | ------------- | ------------- | ------------- |
| Symbian OS     | 8 164 790     | 59,7 %        | 13 217 980    | 72,8 %        | 21 219 390    | 68,1 %        | 18 583 060    | 46,6 %        | 19 107 490    | 46,2 %        | 24 069 800    | 44,3 %        |
| BlackBerry OS  | 210 100       | 1,5 %         | 506 230       | 2,8 %         | 3 298 090     | 10,6 %        | 6 051 730     | 15,2 %        | 8 521 280     | 20,6 %        | 10 552 600    | 19,4 %        |
| Windows Mobile | 302 280       | 2,2 %         | 1 025 540     | 5,6 %         | 3 797 360     | 12,2 %        | 5 425 470     | 13,6 %        | 3 631 630     | 8,8 %         | 3 706 000     | 6,8 %         |
| Android        | н/д           | н/д           | н/д           | н/д           | н/д           | н/д           | н/д           | н/д           | 1 455 140     | 3,5 %         | 5 214 700     | 9,6 %         |
| Linux          | 3 005 440     | 22,0 %        | 3 030 220     | 16,7 %        | 1 361 810     | 4,4 %         | 2 028 490     | 5,1 %         | —             | —             | 1 993 900     | 3,7 %         |
| Palm OS        | 621 700       | 4,5 %         | 333 340       | 1,8 %         | —             | —             | —             | —             | —             | —             | —             | —             |
| Прочие         | 85 580        | 0,6 %         | 51 308        | 0,3 %         | 372 130       | 1,2 %         | 862 340       | 2,2 %         | 1 316 040     | 3,2 %         | 404 800       | 0,7 %         |
| Итого          | 12 389 890    | 90,5 %        | 18 164 618    | 100 %         | 31 156 240    | 100 %         | 39 850 100    | 100 %         | 41 394 250    | 100 %         | 54 301 400    | 100 %         |

Статистика продукции смартфонов по доле операционных систем (начиная с 2013 года):
| Платформа     | 1 кв. 2013 | 1 кв. 2016 | 1 кв. 2017 | 1 кв. 2018 |
| Платформа     | %          | %          | %          | %          |
| ------------- | ---------- | ---------- | ---------- | ---------- |
| Android       | 74,4 %     | 84,1 %     | 86,1 %     | 85,9 %     |
| Apple iOS     | 18,2 %     | 14,8 %     | 13,7 %     | 14,1 %     |
| Windows Phone | 2,9 %      | 0,7 %      | н/д        | н/д        |
| BlackBerry OS | 3,0 %      | 0,2 %      | н/д        | н/д        |
| Symbian OS    | 0,6 %      | н/д        | н/д        | н/д        |
| Прочие        | 1,0 %      | 0,2 %      | 0,2 %      | 0,0 %      |

## Смартфоны и вредоносные программы
Открытость операционной системы смартфонов и коммуникаторов порождает проблему, хорошо знакомую пользователям персональных компьютеров — компьютерные вирусы и другие вредоносные программы. Для защиты от этой опасности большинством ведущих разработчиков антивирусного ПО созданы специальные версии антивирусных программ для мобильных операционных систем.
Большинство современных вредоносных программ для мобильных устройств (в основном это троянские программы) распространяется через Интернет под видом полезных программ (игр, кодеков для видеопроигрывателей и других) либо локально в людных местах посредством bluetooth. При этом установка вредоносной программы должна быть подтверждена пользователем. Для защиты от таких вирусов достаточно соблюдать разумную осторожность: не принимать запрос соединения по bluetooth от незнакомых людей, не устанавливать подозрительные программы из ненадёжных источников и т. п. Тем не менее, по мере роста числа смартфонов и коммуникаторов, используемых для выхода в Интернет (благодаря внедрению новых технологий беспроводной связи 3G, Mobile WiMAX и других), вредоносные программы для мобильных устройств могут стать серьёзной опасностью.
Обычные мобильные телефоны тоже могут подвергнуться заражению вредоносными программами (существуют вредоносные J2ME-программы, возможно использование уязвимостей ОС телефона и т. п.).

## Запрет на использование
В Казахстане с 25 марта 2016 года запрещено проносить смартфоны в государственные учреждения, в основном этот запрет применяется для простых посетителей госучреждений, а также для представителей СМИ, тогда как сами госслужащие и их начальство продолжают пользоваться смартфонами. Письмо премьер-министра на запрет смартфонов носит рекомендательный характер. Поскольку письмо не является нормативным актом, юристы утверждают, что письмо противоречит Конституции, трудовому кодексу и процессуальному законодательству, поскольку нарушает право граждан на распоряжение собственностью, каковой являются смартфоны.
Военнослужащим Вооружённых сил Российской Федерации и гражданам РФ, призванным на военные сборы, запрещено использовать смартфоны при исполнении обязанностей военной службы, предусмотренных подпунктами «а», «в», «г», «е», «к», «о» и «п» пункта 1 статьи 37 Федерального закона от 28 марта 1998 года № 53-ФЗ «О воинской обязанности и военной службе» (статья 13 Федерального закона от 6 марта 2019 г. № 19-ФЗ «О внесении изменений в статьи 7 и 285 Федерального закона „О статусе военнослужащих“»).
В Чечне введено ограничение на использование смартфонов в школах. В Китае учащимся начальной и средней школы запрещены телефоны на занятиях.
В России в общеобразовательных школах в декабре 2023 года официально запретили использовать смартфоны во время проведения занятий (уроков), Федеральный Закон № 618-ФЗ от 19.12.2023, пункт 4¹: «Не пользоваться средствами связи во время проведения учебных занятий при реализации основных общеобразовательных программ, за исключением случаев, предусмотренных образовательной программой, или возникновения угрозы жизни или здоровью обучающихся, работников организации, осуществляющей образовательную деятельность, иных экстренных случаях».

## Зависимость
По данным лондонского университета «Кингз колледж», 23 % подростков страдают зависимостью от смартфонов: у них появляются симптомы психологической ломки, когда у них нет постоянного доступа к смартфону. Молодые люди становятся раздражительными и начинают паниковать. Кроме того, они часто не в состоянии самостоятельно контролировать время, проведённое у экрана. Учёные предупреждают, что подобная зависимость может стать губительной для психического здоровья.
См. также: интернет-зависимость.